# Víctor Manuel Ochoa Cadavid
Víctor Manuel Ochoa Cadavid (Bello, 18 de octubre de 1962-1 de junio de 2025) fue un eclesiástico, filósofo y profesor católico colombiano. Fue obispo auxiliar de Medellín (2006-2011), obispo de Málaga-Soatá (2011-2015), obispo de Cúcuta (2015-2020) y obispo castrense de Colombia (2020-2025).

## Biografía

### Familia
Nació el 18 de octubre de 1962, en el municipio colombiano de Bello, Antioquia. Hijo de Eduardo de Jesús Ochoa y Alicia de los Dolores Cadavid, fue el menor de ocho hermanos.

### Formación
Realizó su formación primaria en la Escuela Marco Fidel Suárez de Bello, y la secundaria en el Liceo Antioqueño.
Ingresó en el Seminario Mayor de Medellín, donde realizó sus estudios eclesiásticos. Durante este período obtuvo los títulos en Filosofía y Teología en la Universidad Pontificia Bolivariana. 
Tras realizar estudios en la Universidad Angelicum, obtuvo la licenciatura y el doctorado en Filosofía.

### Sacerdocio
Su ordenación sacerdotal fue el 5 de julio de 1986, a manos del papa Juan Pablo II, en Medellín, durante su visita apostólico a Colombia, quedando incardinado a la arquidiócesis de Medellín.
Como sacerdote desempeñó los siguientes ministerios:
- Vicario parroquial del Santuario de Santa Ana, en Sabaneta.[3]
- Vicerrector del Seminario Menor de Medellín.
- Formador (1990) y secretario adjunto del Economato en el Seminario Mayor de Medellín.
- Administrador parroquial de Jesús Caído, en Itagüí.
- Profesor en la Facultad Eclesiástica de Filosofía de la Universidad Pontificia Bolivariana.
- Ayudante de estudios (hasta 2006) y oficial (1989-2006). de la Pontificia Comisión para América Latina.
- Colaborador en la parroquia San Giovanni Battista Decollato, en Roviano.
- Director de la Casa de Formación de la arquidiócesis en Roma.
- Director de la Domus Internationalis Paulus VI, casa de hospitalidad de la Santa Sede (2002-2006).

El 15 de abril de 1995, el papa Juan Pablo II le concedió la dignidad de Capellán de Su Santidad, que lleva anexo el tratamiento de monseñor.

### Episcopado

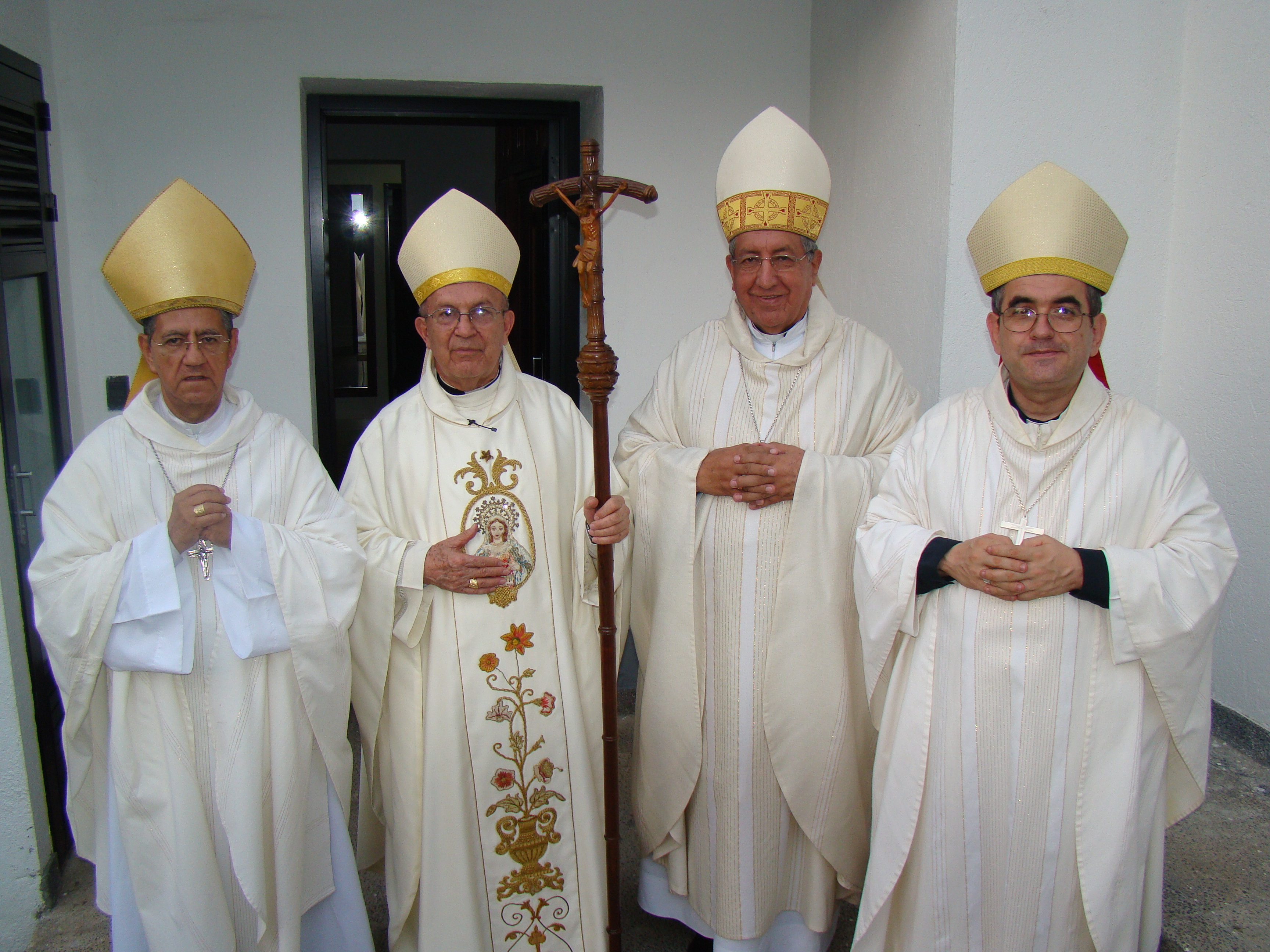
Los obispos Jorge Iván Castaño Rubio, Alberto Giraldo Jaramillo, Gilberto Jiménez Narváez y Ochoa Cadavid, en la solemnidad de la Anunciación, en marzo de 2010.

El 24 de enero de 2006, el papa Benedicto XVI lo nombró obispo titular de San Leone y obispo auxiliar de Medellín. Fue consagrado el 1 de abril del mismo año, en la catedral de Medellín, a manos del cardenal Giovanni Battista Re.
El 24 de enero de 2011, fue nombrado obispo de Málaga-Soatá. Tomó posesión canónica el 5 de marzo del mismo año, durante una ceremonia en la catedral de Málaga. Al día siguiente, presidió una eucaristía en la concatedral de Soatá.
El 24 de julio de 2015, el papa Francisco lo nombró obispo de Cúcuta. Tomó posesión canónica el 15 de agosto del mismo año, durante una ceremonia en la catedral de Cúcuta. 
El 7 de diciembre de 2020, fue nombrado obispo castrense de Colombia. Tomó posesión canónica el 30 de enero de 2021, durante una ceremonia en la Catedral Castrense de Colombia. 
Durante su episcopado ordenó quince sacerdotes castrenses. 
En la Conferencia Episcopal de Colombia fue presidente de la Comisión Episcopal de Doctrina y miembro del Comité Económico. También fue presidente del Consejo Superior de la Fundación Mutuo Auxilio Sacerdotal Colombiano (MASC).

### Fallecimiento
El 8 de mayo de 2025, el arzobispo Paolo Rudelli presidió una misa por la salud y pronta recuperación del obispo Ochoa Cadavid.
Falleció la noche del 1 de junio de 2025, a las 23:55, tras varios meses en delicado estado de salud, a la edad de 62 años.